# چوب‌ارغوانی
چوب‌ارغوانی (نام علمی: Peltogyne) نام یک سرده‌ای (جنسی) از گیاهان از تیره باقلاییان است. چوب‌ارغوانی بومی جنگل‌های گرمسیری آمریکای مرکزی و جنوبی، به‌ویژه برزیل، گویان و سورینام است.
از تخته و الوار آن برای ساخت و ساز سنگین، مبلمان، کف‌پوش، دکوراسیون داخلی، مجسمه‌سازی، جعبه جواهرات، خودرو، سازهای موسیقی، کشتی‌سازی، تجهیزات ورزشی، و ستون استفاده می‌شود.

## نگاره‌ها

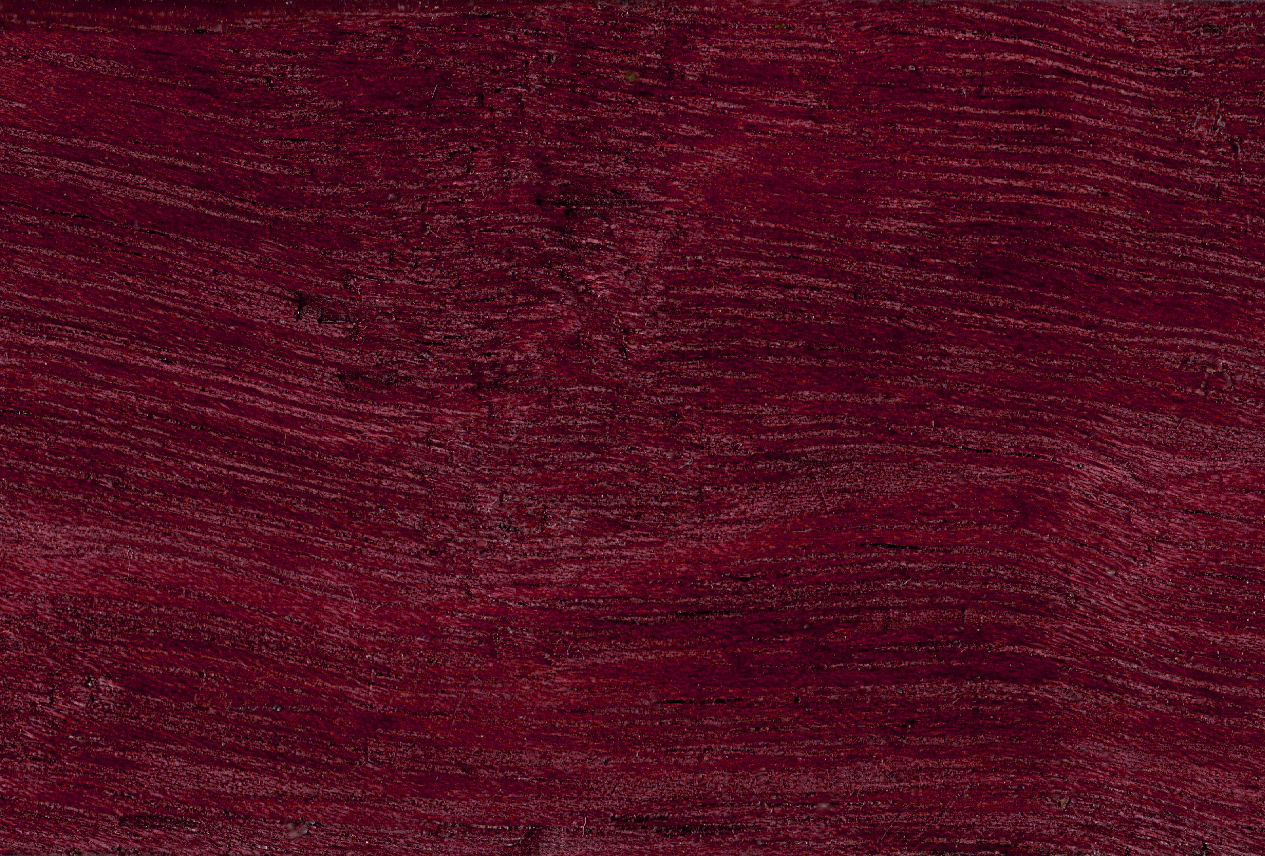
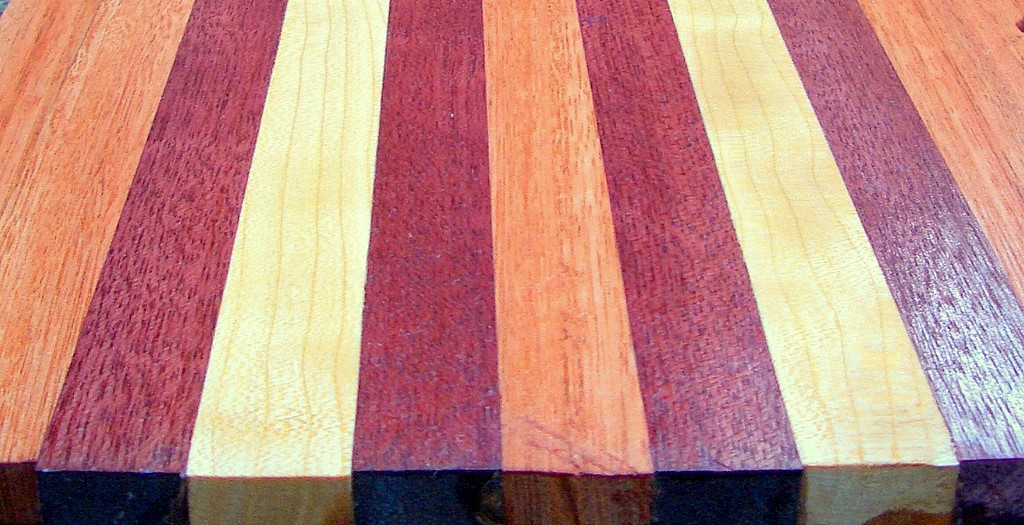
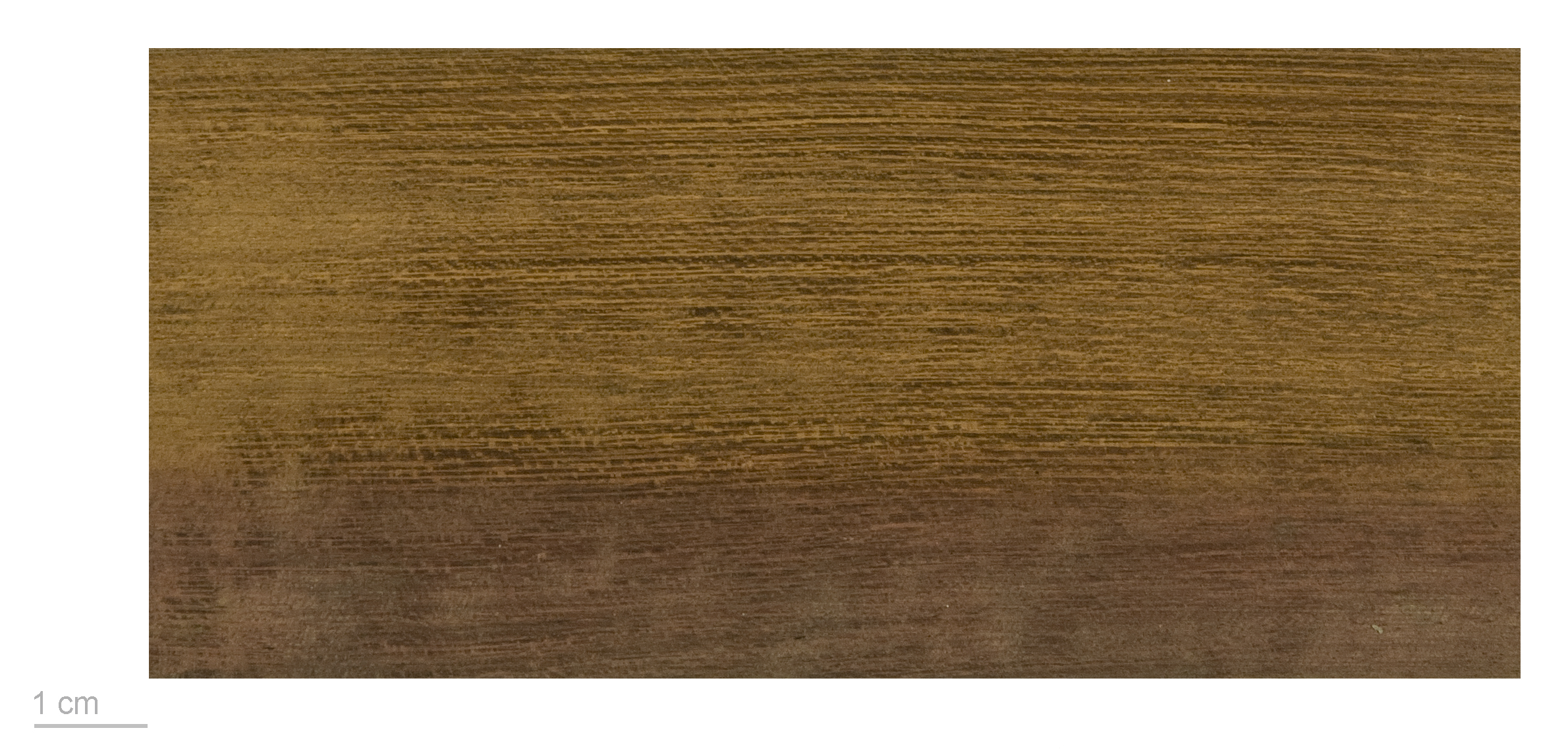